# Tembleque atya vízvezetéke
Tembleque atya vízvezetéke (spanyolul: Acueducto de padre Tembleque, más néven Zempoalai vízvezeték) a Mexikói México és Hidalgo államok határán felépült 16. századi műemlék. A több mint 42 km hosszú vezeték többnyire a felszínen, helyenként a föld felszíne alá süllyesztve halad (néhol akár 3 méter mélyen is), de 6 helyen völgyeket átívelő árkádok vagy árkádsorok tetején. Az építményt 2001-ben jelölték a világörökségi listára, 2015-ben pedig fel is vették oda.

## Elhelyezkedése
A vezeték nagyjából észak–déli irányban halad, északi vége a Hidalgo állambeli Zempoala város mellett van, déli vége pedig a México-beli Otumba de Gómez Farías közelében.
Hat helyen bukkan a felszín fölé: az egykori Tecajete haciendánál 54 ív támasztja alá, közülük a legmagasabb 8,35 m-es, az Arcos exhaciendánál 14 ív vezet át 218 m hosszan egy patak fölött, a Tepeyahualco-völgy fölött az ívek hossza mintegy 900 m, számuk 66, legnagyobb magasságuk 38,75 m, Acelotlánál eltérő a stílusa: itt csak egyetlen vastag lábakon álló ív van, a San Pedro-patak fölött ismét látványosan ível át, végül San Marcos környékén is van még egy boltíves rész.

## Az építmény
A hegyoldalban levő forrástól induló vezeték hosszának nagy részében csatornaszerű, medre szögletes, 36 cm széles és 20 cm magas, és egy kőlapokból álló, 1,4 m széles tető fedi. Tervezője úgy építette meg, hogy meredeksége teljesítse Vitruvius törvényét: szintje 100 méterenként legalább fél métert essen (összesen 218 m a szintkülönbség a forrás és a vége között). Számítások szerint a vezeték mintegy 2500 m³ vizet tudott szállítani naponta. Az oszlopok nyugati oldalán megfigyelhető néhány kis vízszintes agyagcső maradványa, melyek eredeti célját ma sem tudjuk biztosan, lehetséges, hogy az építők vízszintezéshez használták.
A legnagyobb ívrendszer legmagasabb részén az oszlopokba 6 kis fülkét mélyítettek, melyekben vallásos ábrákat helyeztek el. Emellett kutatók 44 vagy 73 ősi szimbólumot is felfedeztek a falakra rajzolva.
A vezeték bazalt- és tezontleköveit egy különleges kötőanyaggal rögzítették egymáshoz, mely vízből, mészből, mézből és a fügekaktusz nedvéből állt, ez utóbbi meggátolta a gombák és növények megtelepedését az építményen.

## Története
A vízvezeték terveit Francisco de Tembleque atya készítette annak érdekében, hogy az ott lakó indiánok, akiknek körében hittérítést végzett, elegendő vízhez jussanak. Az építkezés 1545-ben kezdődött, a több fázisból álló munkában összesen 44 falu népe vett részt, végül 1562-re készült el a mű. Bár Tembleque atya nem volt tapasztalt építész, mégis nagy lelkesedéssel vágott bele a munkába, és az alatt az 5 év alatt, amíg a legnagyobb ívrendszer épült Tepeyahualco közelében, egy közeli kis remetelakban élt, hogy közelről figyelhesse a munkát. Ez idő alatt főként nyúl- és fürjhúson élt, a vadászatban macskája segítette.
Az ívek építése során nem a megszokott faváztámasztékot, hanem földépítményeket használtak, néhol ennek maradványai még ma is láthatók.